# Орлавиль, Кристоф
Кристоф Орлавиль (фр. Christophe Horlaville; род. 1 марта 1969, Уасель, Франция) — французский футболист, нападающий.

## Карьера
Сын футболиста Даниэля Орлавиля. Играл за французские клубы Дивизиона 1 («Канн», «Генгам», «Мец») и Дивизиона 2 («Руан», «Гавр», «Кан»), а также «Порт Вейл» из первого дивизиона Футбольной лиги — второго по значимости дивизиона Англии. В Дивизионе 1 дебютировал 29 июля 1994 года за «Канн» в матче против «Бастии» (0:0). Всего в высшем дивизионе сыграл 92 матча, забил 18 мячей.
Финалист Кубка Франции 1997 года, вышел на замену во втором тайме финального матча, где его «Генгам» проиграл в серии послематчевых пенальти «Ницце» (3:4, основное и дополнительное время завершилось вничью 1:1), Орлавиль реализовал свой одиннадцатиметровый.
В 1994 году сыграл 4 матча в Кубке УЕФА за «Канн» (против «Фенербахче» и «Адмиры-Ваккер»), забил в них 3 мяча. В 1995 и 1996 годах принимал участие в матчах Кубка Интертото (в 1995 году за «Канн» — 4 матча, 3 гола, в 1996 году за «Генгам» — 8 матчей, 3 гола). Через этот турнир «Генгам» пробился в Кубок УЕФА, но в матчах первого раунда против миланского «Интера» Орлавиль участия не принимал.
После завершения игровой карьеры стал футбольным агентом.